# Великомар'янівська сільська рада
Великомар'я́нівська сільська́ ра́да — колишня адміністративно-територіальна одиниця та орган місцевого самоврядування в Білгород-Дністровському районі Одеської області. Адміністративний центр — село Великомар'янівка.

## Загальні відомості
Великомар'янівська сільська рада утворена в 1965 році.
- Територія ради: 87,146 км²
- Населення ради: 1 454 особи (станом на 2001 рік)

## Населені пункти
Сільській раді були підпорядковані населені пункти:
- с. Великомар'янівка
- с. Долинівка

## Населення
Згідно з переписом 1989 року населення сільської ради становило 1514 осіб, з яких 678 чоловіків та 836 жінок.
За переписом населення 2001 року в сільській раді мешкало 1450 осіб.

### Мова
Розподіл населення за рідною мовою за даними перепису 2001 року:
| Мова       | Відсоток |
| ---------- | -------- |
| українська | 88,51 %  |
| російська  | 6,05 %   |
| молдовська | 2,54 %   |
| болгарська | 1,99 %   |
| вірменська | 0,48 %   |
| білоруська | 0,07 %   |
| гагаузька  | 0,07 %   |
| циганська  | 0,07 %   |
| угорська   | 0,07 %   |

## Склад ради
Рада складалася з 16 депутатів та голови.
- Голова ради:
- Секретар ради: Шестакова Ірина Олександрівна

### Керівний склад попередніх скликань
| Прізвище, ім'я, по батькові    | Основні відомості                                                                     | Дата обрання | Дата звільнення |
| ------------------------------ | ------------------------------------------------------------------------------------- | ------------ | --------------- |
| Савранський Віктор Миколайович | Сільський голова, 1966 року народження, член Всеукраїнського об'єднання «Батьківщина» | 26.03.2006   | 31.10.2010      |

Примітка: таблиця складена за даними сайту Верховної Ради України

### Депутати
За результатами місцевих виборів 2010 року депутатами ради стали:

#### За суб'єктами висування
| Суб'єкт висування           | Кількість обраних депутатів | %    |
| --------------------------- | --------------------------- | ---- |
| Партія регіонів             | 15                          | 93,8 |
| Комуністична партія України | 1                           | 6,3  |

#### За округами
| № округу                    | Прізвище, ім'я, по батькові     | Дата визнання обраним | Освіта             | Партійна приналежність | Відомості про обраного депутата                                                |
| --------------------------- | ------------------------------- | --------------------- | ------------------ | ---------------------- | ------------------------------------------------------------------------------ |
| Комуністична партія України |                                 |                       |                    |                        |                                                                                |
| 2                           | Чурак Наталія Іванівна          | 04.11.2010            | вища               | позапартійна           | Великомар'янівський навчально-виховний комплекс, вчитель                       |
| Партія регіонів             |                                 |                       |                    |                        |                                                                                |
| 1                           | Леусенко Сергій Васильович      | 04.11.2010            | середня спеціальна | член Партії регіонів   | сільськогосподарський виробничий кооператив «Красная Заря», водій              |
| 3                           | Шестакова Ірина Олександрівна   | 04.11.2010            | вища               | член Партії регіонів   | Великомар'янівська сільська рада, секретар                                     |
| 4                           | Лаусенко Світлана Володимирівна | 04.11.2010            | вища               | член Партії регіонів   | Великомар'янівський навчально-виховний комплекс, педагог-організатор           |
| 5                           | Гринько Василь Іванович         | 04.11.2010            | вища               | член Партії регіонів   | сільськогосподарський виробничий кооператив «Красная Заря», головний зоотехнік |
| 6                           | Кіріяк Анатолій Іванович        | 04.11.2010            | середня спеціальна | член Партії регіонів   | будинок культури с. Великомар'янівка, директор                                 |
| 7                           | Діденко Альона Володимирівна    | 04.11.2010            | середня спеціальна | член Партії регіонів   | центр поштового зв'язку с. Великомар'янівка, поштарка                          |
| 8                           | Коновалов Сергій Васильович     | 04.11.2010            | середня спеціальна | член Партії регіонів   | сільськогосподарський виробничий кооператив «Красная Заря», механізатор        |
| 9                           | Чібукова Світлана Миколаївна    | 04.11.2010            | середня спеціальна | член Партії регіонів   | Великомар'янівська сільська рада, спеціаліст                                   |
| 10                          | Хлєб Тетяна Михайлівна          | 04.11.2010            | середня спеціальна | член Партії регіонів   | Долинівська загальноосвітня школа І-ІІ ст., вчитель                            |
| 11                          | Нікіфоров Віталій Артемович     | 04.11.2010            | середня спеціальна | член Партії регіонів   | приватний підприємець                                                          |
| 12                          | Журавель Тетяна Дмитрівна       | 04.11.2010            | середня спеціальна | член Партії регіонів   | тимчасово не працює                                                            |
| 13                          | Стукан Галина Олександрівна     | 04.11.2010            | вища               | член Партії регіонів   | дошкільний навчальний заклад «Казка», завгосп                                  |
| 14                          | Шумило Ірина Миколаївна         | 04.11.2010            | середня спеціальна | член Партії регіонів   | фельдшерсько-акушерський пункт с. Долинівка, завідувачка                       |
| 15                          | Іванова Валентина Порфирівна    | 04.11.2010            | середня спеціальна | член Партії регіонів   | пенсіонер                                                                      |
| 16                          | Молчанова Тетяна Іванівна       | 04.11.2010            | вища               | член Партії регіонів   | Долинівська загальноосвітня школа І-ІІ ст., вчитель                            |